# 廖振鹏
廖振鹏（1937年2月8日—），四川成都人，中国地震工程与波动理论专家，中国地震局工程力学研究所研究员、哈尔滨工程大学教授。1961年毕业于清华大学土木系工业与民用建筑专业。1997年当选为中国工程院院士。